# The first time
The first time er titlen på den amerikanske version af Kærlighed ved første hik. Den er instrueret af danske Barbara Topsøe-Rothenborg og havde premiere i 2009. Den havde Devon Werkheiser og Scout Taylor-Compton i hovedrollerne som Viktor og Anja.